# Боярс, Юрис
Юрис Боярс (латыш. Juris Bojārs; родился 12 февраля 1938 года в Риге, Латвийская республика) — латвийский политик и юрист, хабилитированный доктор юридических наук, государствовед. Один из основателей и член Думы Народного фронта Латвии, долголетний лидер ЛСДСП, ранее старший лейтенант КГБ в отставке.
Был отстранён от участия в политической деятельности принятым 25 мая 1995 года законом «О выборах в Сейм», получившим народное название «Закона Боярса»; оспорил это решение в Конституционном суде и в 2006 году добился положительного решения для себя лично.
Действительный член Латвийской Академии наук, профессор Латвийского университета.
В 2000 году был награжден орденом Трех звезд третьей степени.

## Биография
Родился 12 февраля 1938 года в Риге. В 1952 году закончил 9 классов Рижской 49-й средней школы, а в 1956 году — Огрский лесотехнический техникум.
Был приглашен на работу в КГБ Латвийской ССР. Поступил в Высшую школу КГБ в Москве в 1962 году и окончил ее в 1966 году. Впоследствии говорил, что «получил лучшее в империи образование». С 1977 по 1980 год учился заочно в Дипломатической академии МИД СССР. В 1980 году защитил кандидатскую диссертацию «Международно-правовые аспекты гражданства СССР», а в 1987 году — докторскую диссертацию «Гражданство в международном и государственном праве».
Во время Атмоды — движения латышского национального возрождения — преподаватель юридического факультета ЛГУ Юрис Боярс стал видным деятелем Народного фронта Латвии, одним из самых ярких трибунов движения. В 1989 году был избран народным депутатом СССР по списку НФЛ.
В том же году Юрис Боярс основал Институт международных отношений при ЛГУ и стал его руководителем. Этот институт впоследствии стал кузницей кадров для дипломатического корпуса восстановившей независимость де-факто Латвийской республики.
В 1989 году Боярс был включен КГБ Латвийской ССР в список латышской интеллигенции, подлежащей изоляции в случае попытки государственного переворота в СССР.
В 1990 году Боярс был избран депутатом Верховного совета ЛССР по списку НФЛ и стал одним из авторов Декларации о восстановлении независимости Латвии. Боярс привел на политическую сцену Латвии двух президентов — Вайру Вике-Фрейбергу и Эгила Левита, напомнил после избрания последнего на высший государственный пост очевидец рекрутирования Левита из рядовых преподавателей Кильского университета в ведущие политики Латвии, общественный деятель Александр Васильев.
В переходный период от социалистической к рыночной экономике Боярс изучал опыт шведской социальной экономики в Уппсальском университете, американскую модель в университетах штатов Мэриленд и Индиана, однако попытки поделиться этими планами при построении модели развития Латвийской республики были оборваны председателем Верховного совета Латвийской республики Анатолием Горбуновым, обозвавшим их «профессорскими лекциями».
В 1991 году Боярс стал членом-корреспондентом Академии наук Латвии. В 1992 году в результате нострификации советских научных дипломов ему присвоена научная степень хабилитированного доктора права, а затем он стал действительным членом АН Латвии.
С 1992 по 2002 год он был председателем Латвийской демократической партии труда, Латвийской социал-демократической партии, ЛСДСП.
В 2001 году был представлен проект конституционных поправок, разработанный Боярсом.
С 2005 по 2006 год Юрис Боярс снова занимал пост председателя ЛСДСП.
В 2006 году Конституционный суд принял в отношении Боярса решение, предоставившее ему личное право баллотироваться в качестве кандидата на парламентских и местных выборах в порядке исключения, потому что он «доказал свое позитивное отношение к латвийскому государству посредством активной работы».
Боярс с 1981 года преподает в Латвийском университете. В настоящее время является заместителем председателя его промоционного совета, членом профессорской комиссии.

## «Закон Боярса» и Конституционный суд
25 мая 1995 года Юриса Боярса как бывшего офицера КГБ лишили права участвовать в политической жизни, что было сделано законом «О выборах в Сейм», получившим народное название «Закона Боярса» и установившим запрет баллотироваться в парламент, а затем и в другие выборные органы власти бывшим работникам спецслужб СССР, Латвийской ССР и иностранных государств.
Боярс подал жалобу в Конституционный суд, утверждая, что принятые ограничения не отвечают статьям 25 и 26 Международного пакта о гражданских и политических правах, которые говорят о равенстве всех людей перед законом и их праве голосовать и быть избранными без дискриминации, Резолюции парламентской ассамблеи Совета Европы (СЕ) № 1096 (1996) «О мероприятиях по ликвидации наследия бывших коммунистических тоталитарных систем», предусматривавшей ограничение на 5 лет для дискриминации по политическим мотивам и завершение люстрации до 31 декабря 1999 года.
Примечательно, что Конституционный суд запросил среди прочих мнение «крестного сына» Юриса Боярса в политике, в тот момент судьи ЕСПЧ Эгила Левита, однако тот дал настолько расплывчатый ответ по делу, что даже комментарии юридического бюро Сейма были более благоприятны для Боярса.
Конституционный суд оставил «закон Боярса» в силе, сославшись на то, что общественно-политическая ситуация в каждой стране должна оцениваться индивидуально, поскольку даже в упомянутой резолюции СЕ № 1096 (1996) высказывались предположения, что переход к демократии может потерпеть неудачу и в результате произойдет «бархатное» восстановление предыдущего режима. Однако индивидуально для Боярса ограничения были отменены, «так как он доказал верность Отечеству своей деятельностью в Народном фронте и Верховном Совете Латвийской ССР».

## Критика развития ЛР после восстановления независимости
В середине 1990-х годов Боярс занял критическую позицию по отношению к процессам в восстановившей независимость республике, считая, что она разграбляется в интересах кучки богатеев, которые в ходе приватизации платят за бывшие объекты общенародной и кооперативной собственности в государственную казну меньше, чем казна тратит на организацию приватизации. Он выступал за применение в Латвии социалистической модели скандинавского типа, в которой выиграли бы не нувориши и воры, а большинство народа. Народ был обманут, потому что в ряды Народного фронта Латвии массово влилась либеральная номенклатура Компартии Латвии и госаппарата, обеспечившая тем не менее бескровную передачу власти. Однако «сохранение номенклатуры на ведущих ролях привело к тому, что она перенесла в новую модель управления старые инстинкты — рабский страх [начальства], предательство национальных интересов и приоритет своих корпоративных интересов, приоритет искусству составления отчётов, а не инициативе (которая в советское время была наказуема), — считает Боярс. — В латвийских реформах после восстановления независимости не было никакой экономической программы, кроме денационализации, приватизации и денежной реформы, в ходе которой были разграблены накопления народа. Реформу управления Годманиса Верховный Совет провалил». В политическом обороте больше всего были востребованы управляемые «кретины», которые делали то, что им говорят, а политическая элита сделала все для увековечивания своей власти и государственного организма с тотальной коррупцией. Бюро по предотвращению и борьбе с коррупцией было организовано под давлением Запада и с большим опозданием.
Боярс резко критикует налоговую систему Латвии, в которой предприятия платят 15 % подоходного налога, а жители 25 %.
Он считает, что политика, нацеленная на разграбление существующих ресурсов, привела к развалу стратегически важных отраслей промышленности — производства радиотехники, средств связи, бытовой техники, дизельных моторов. «Помещения заводов отданы под торговые центры, которые только увеличивают дефицит внешней торговли, который стал катастрофическим».
«Оброшены главные социальные цели. Предвоенная Латвия имела одну из лучших в Европе систему социального обеспечения, по потреблению мяса и молока на душу населения Латвия в 1938 году была среди лидеров в мире. А сейчас пенсионерам приходится все чаще отказываться от самых необходимых продуктов».

## Награды
В 2000 году Юрис Боярс был награждён высшей наградой Латвии — Орденом Трёх звезд третьей степени и, таким образом, является командором этого ордена.
5 февраля 2016 года Юрис Боярс был удостоен Премии года Латвийского университета за создание научной школы: он является руководителем 18 докторских диссертаций, из которых половина успешна защищена. Также перу профессора принадлежат 6 значительных монографий по правоведению.

## Семья
Сын — Гундарс Боярс, председатель Рижской думы (2001—2005), предприниматель. В период, когда Рижской думой начала руководить коалиция социал-демократов и ЗАПЧЕЛ, в Риге было возобновлено строительство муниципального жилья и были налажены контакты с мэрией Москвы, состоялся первый визит Юрия Лужкова в Латвию.

## Научные труды
Боярс является автором сотен научных трудов, которые впервые перечислены в Библиографическом указателе работ с 1977 по 1999 год, выпущенном Издательством Латвийского университета в 2000 году на 116 страницах (ISBN 9984-661-48-2).
Книги
- Pasaules valstu pilsonība. / Гражданство стран мира. Рига, 1993.
- Starptautiskās tiesības. / Международное право. Рига, 1996.
- Starptautiskās investīcijas. / Международные инвестиции. Рига, 1996.
- Starptautiskās privāttiesības. / Международное частное право. Рига: Zvaigzne ABC, 1998. ISBN 9984-04-922-1.
- Международное публичное право в 4 томах. Рига: Zvaigzne ABC:
  - Международное публичное право ISBN 9984-36-361-9, 2004. ISBN 9984-36-361-9;
  - Международное публичное право II. 2006. ISBN 9984-37-378-9;
  - Международное публичное право III. 2007. ISBN 978-9984-40-298-7;
  - Международное публичное право IV. 2008. ISBN 978-9984-40-904-7.
- Международное частное право, 2-е переработанное издание. Рига: Zvaigzne ABC:
  - Международное частное право I (2010). ISBN 978-9934-0-1143-6;
  - Международное частное право II (2010). ISBN 978-9934-0-1355-3;
  - Международное частное право III (2013). ISBN 978-9934-0-3313-1;
  - Международное договорное право. Международное частное право. Том IV (Издательство Латвийского университета, 2015). ISBN 978-9934-18-038-5.